# 四電技術コンサルタント
株式会社四電技術コンサルタント（よんでんぎじゅつコンサルタント）は香川県高松市牟礼町牟礼に本社を置く四国地方を基盤とする建設コンサルタント会社。親会社は四国電力。

## 沿革
- 1970年6月 四電エンジニアリング株式会社のコンサルタント部として発足。
- 1982年4月1日 株式会社四電技術コンサルタント設立。